# Заслужений раціоналізатор Республіки Білорусь
«Заслужений раціоналізатор Республіки Білорусь» — почесне звання.

## Порядок присвоєння
Присвоєння почесних звань Республіки Білорусь здійснює Президент Республіки Білорусь. Рішення щодо присвоєння 
державних нагород оформляються указами Президента Республіки Білорусь. Державні нагороди,в тому числі
почесні звання, вручає Президент Республіки Білорусь або інші службовці за його вказівкою. Присвоєння почесних 
звань РБ відбувається в урочистій атмосфері. Державна нагорода РБ вручається нагородженому особисто. У випадку
присвоєння почесного звання РБ з вручення державної нагороди видається посвідчення.
Особам, удостоєнних почесних звань РБ, вручають нагрудний знак.
Почесне звання «Заслужений раціоналізатор Республіки Білорусь» присвоюється авторам раціоналізаторських пропозицій, 
впровадження яких зробило значний внесок у вдосконалення виробництва, підвищення продуктивності праці, поліпшення 
якості продукції, умов праці та техніки безпеки, забезпечення науково-дослідного та навчального процесу,
які ведуть багаторічну раціоналізаторську діяльність.